# Vyšná Boca
Vyšná Boca (Hongaars: Királyboca) is een Slowaakse gemeente in de regio Žilina, en maakt deel uit van het district Liptovský Mikuláš.
Vyšná Boca telt 118 inwoners.